# Duesenberg Guitars

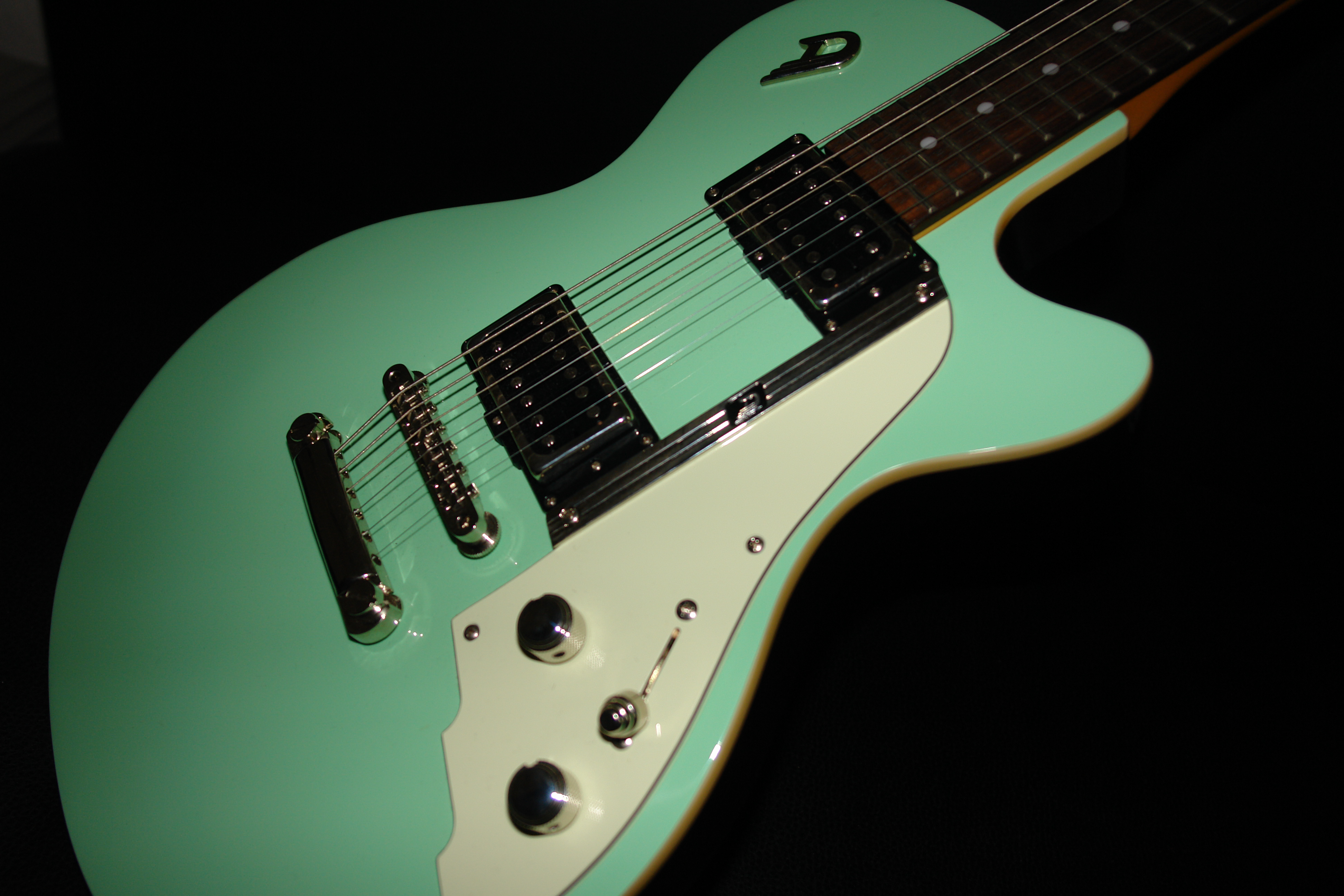
Duesenberg Starplayer Special (Surf Green)

Duesenberg Guitars is een Duits bedrijf dat zich sinds 1986 bezighoudt met de productie van elektrische gitaren en basgitaren geïnspireerd op art deco. De naam is gebaseerd op het autobedrijf Duesenberg.
De gitaren van Duesenberg worden gemaakt in de Duesenbergfabriek in Hannover.
De gitaren zijn vooral populair in country en alternative rock en concurreren met de gitaren van Gretsch.